# Oričevskij rajon
L'Oričevskij rajon (in russo Оричевский район?) è un rajon dell'Oblast' di Kirov, nella Russia europea. Istituito nel 1929, il cui capoluogo è Oriči.